# 科尔泰诺瓦战役
科尔泰诺瓦战役（義大利語：Battaglia di Cortenuova）是1237年11月27日在神圣罗马帝国皇帝腓特烈二世与伦巴第联盟在圭尔夫派与吉伯林派战争中的决定性战役。此役以帝国军队决定性胜利告终，标志着伦巴第联盟的实质性瓦解。

## 背景
1235年，腓特烈二世赴德意志镇压其子亨利七世的叛乱。同年秋，他决定返回意大利处理受教皇格列高利九世支持的伦巴第联盟对皇权的挑战。在维罗纳附近的瓦莱焦，皇帝联合吉伯林派领袖埃泽利诺三世·达·罗马诺等人攻陷维琴察城。初战告捷后，腓特烈留下条顿骑士团大团长赫尔曼·冯·萨尔扎监控局势，自己返回德意志应对诸侯反叛。
1237年8月，腓特烈率军再入意大利，意图彻底摧毁伦巴第联盟。他从维罗纳出发，集结了2000名德意志骑士、埃泽利诺三世麾下的特雷维索、帕多瓦等地军队，以及阿尔恩斯坦的加博阿德率领的托斯卡纳部队。后续增援包括6000西西里王国步兵及骑兵，其中包含阿普利亚穆斯林弓箭手。克雷莫纳、帕维亚、摩德纳等吉伯林派城市亦提供兵力，总兵力达12,000至15,000人。

## 过程
1237年11月，腓特烈二世率12,000-15,000帝国军先迫使曼托瓦、贝加莫投降，后入侵布雷西亚领土。伦巴第联军2000骑士、6000步兵由米兰执政官彼得罗·蒂耶波洛率领，据守马内尔比奥沼泽地带，与帝国军对峙15日。腓特烈因补给短缺，于11月24日北渡奥廖河，移师松奇诺。
同月27日，帝国军散布撤回克雷莫纳过冬的假情报，伦巴第联军开始撤退。腓特烈通过贝加莫部队的烟雾信号掌握敌军动向，当联军主力渡河时，帝国军急行18公里奔袭科尔泰诺瓦。萨拉森轻骑兵与弓箭手率先攻击撤退中的联军，米兰、皮亚琴察部队猝不及防，逃向科尔泰诺瓦。残部围绕卡洛乔战车拼死抵抗，但遭条顿骑士冲锋与箭雨压制。米兰贵族卫队血战至夜幕，掩护主力撤退。
28日，腓特烈令全军披甲待战，拂晓发动总攻。仓皇撤退的联军在泛滥的奥廖河溺毙无数，约4000人被俘，米兰单方损失2500人。帝国书记官记载：“尸骸成丘，若非夜临，无人生还”。

## 影响
伦巴第联盟的军事实力在此役遭到毁灭性打击。腓特烈以凯旋式进入盟友克雷莫纳城，缴获的卡洛乔战车锁着被俘的蒂耶波洛。后者先被押至阿普利亚，后在特拉尼公开处决。卡洛乔战车则被送往罗马展示皇权威仪。
洛迪、诺瓦拉、基耶里等城相继投降或被攻占，萨伏依伯爵阿梅迪奥四世与蒙费拉托侯爵博尼法乔二世重申对吉伯林派的支持。仅剩米兰、布雷西亚等四城继续抵抗。腓特烈虽兵锋正盛，但对米兰的围攻因守军顽强抵抗于1238年10月被迫解除。
此战彻底瓦解了第二次伦巴第联盟的政治军事同盟。皇帝随即入侵教宗国领地，导致格列高利九世再度对其施以绝罚。此役虽未终结北意大利的对抗，但确立了帝国在中部伦巴第的绝对优势，但是腓特烈错误地估计了己方的力量，拒绝了来自米兰的所有议和的提议，坚持要求同盟必须无条件投降，因此葬送了和平解决的机会。